# Baños de Agua Santa
Baños de Agua Santa är ett samhälle i Ecuador.   Det ligger i provinsen Tungurahua, i den centrala delen av landet, 130 km söder om huvudstaden Quito. Baños de Agua Santa ligger 1 816 meter över havet och antalet invånare är 12 995.
Terrängen runt Baños de Agua Santa är huvudsakligen bergig, men den allra närmaste omgivningen är kuperad. Baños de Agua Santa ligger nere i en dal som går i öst-västlig riktning. Runt Baños de Agua Santa är det glesbefolkat, med 8 invånare per kvadratkilometer. Närmaste större samhälle är Pelileo, 15,1 km nordväst om Baños de Agua Santa. I omgivningarna runt Baños de Agua Santa växer i huvudsak städsegrön lövskog.